# Le Conte du vendeur d'indulgences

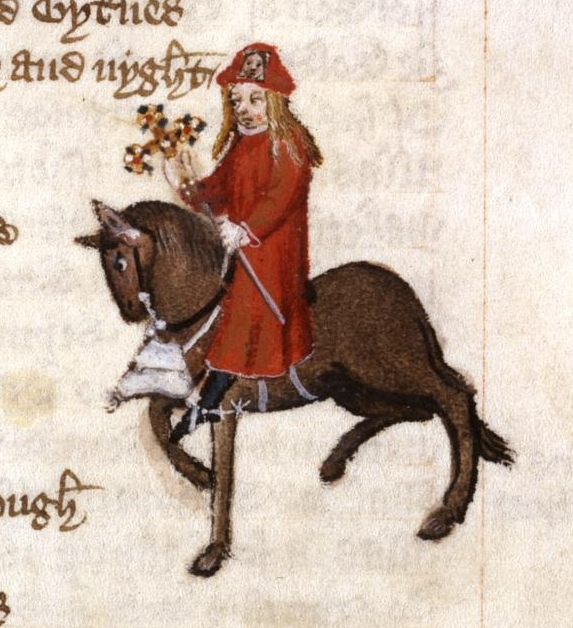
Enluminure du Vendeur d'indulgences dans le manuscrit Ellesmere.

Le Conte du Vendeur d'indulgences (The Pardoners Tale en moyen anglais) est l'un des Contes de Canterbury de Geoffrey Chaucer. Il se situe à la fin du Fragment VI (C), après le Conte du médecin.

## Résumé
Dans le prologue, le Vendeur d'indulgences se présente comme un individu hypocrite et sans scrupules, qui ne croit même pas aux vertus des reliques qu'il vend. Il annonce que le thème de son histoire sera un verset de la Bible : Radix malorum est cupiditas, « la cupidité est à la racine de tous les maux » (1 Timothée 6:10).
Le conte se déroule en Flandre et s'intéresse à la vie de débauche que mène un groupe de jeunes gens, qui passent leur temps à boire, jouer et forniquer dans les tavernes. Le Vendeur d'indulgences s'étend longuement sur leurs péchés (la gourmandise, l'ivresse, le blasphème et le jeu) avant de raconter l'histoire de trois d'entre eux. Le tintement d'une cloche leur apprend qu'un de leurs amis est mort, et ils décident de le venger en tuant la Mort. Sur leur chemin, ils rencontrent un vieil homme qui leur indique où la trouver : au pied d'un chêne.
Arrivés sur place, les trois garçons y découvrent un trésor de pièces d'or. Ils en oublient la Mort et décident de passer la nuit au pied du chêne, puis d'emporter le trésor le lendemain matin. Ils tirent à la courte paille pour savoir lequel d'entre eux va rentrer en ville chercher du pain et du vin, et c'est le plus jeune qui l'emporte. La convoitise enflamme leurs cœurs à tous : les deux restés au pied du chêne s'entendent pour poignarder leur compagnon lorsqu'il reviendra, tandis que celui-ci achète de la mort aux rats qu'il verse dans le vin, dans l'idée de se débarrasser de ses deux camarades.
Ainsi, lorsque le troisième larron revient, il est aussitôt tué par ses deux camarades, qui font ensuite bombance avec les provisions qu'il leur a ramenées. Ils connaissent ainsi à leur tour une mort lente et douloureuse. Le Vendeur d'indulgences conclut son récit en proposant à ses compagnons de voyage d'acheter quelques-unes de ses reliques, sans grand succès, et l'Aubergiste, d'ordinaire calme et posé, l'agonit d'injures.

## Sources et rédaction
L'autoportrait du Vendeur d'indulgences s'inspire en partie de celui de Faux-Semblant dans le Roman de la rose. Son conte s'inscrit quant à lui dans une longue tradition, le type 763 de la classification Aarne-Thompson : « Les découvreurs de trésor s'entretuent ». Cependant, Chaucer apporte plusieurs éléments nouveaux à son récit : la condamnation des « péchés de taverne » reprend des arguments avancés dans le De Miseria Condicionis Humane du pape Innocent III et dans le Contre Jovinien de Jérôme de Stridon, tandis que le personnage du vieillard puise à la première élégie du poète romain Maximien l'Étrusque.

## Analyse
Bien que le Vendeur d'indulgences annonce son conte comme un sermon, il n'en suit pas exactement la structure habituelle, et il faudrait plutôt parler d'homélie pour le décrire. C'est pour cette raison que les lieux restent vagues (la Flandre n'est mentionnée que dans le premier vers) et qu'aucun personnage n'est nommé. Que cette violente dénonciation de l'avarice et des « péchés de taverne » soit dite par le personnage le plus enclin à succomber à ces mêmes péchés vient renforcer la morale du conte, et fait apparaître en contrepartie le Vendeur d'indulgences sous un jour encore plus noir. De fait, il apparaît comme l'incarnation des sept péchés capitaux, illustrant en cela sa propre maxime, Radix malorum est cupiditas.

## Postérité
Le Conte des Trois Frères, dans le septième roman Harry Potter de J. K. Rowling, est inspiré de ce conte,.
Dans le film Les Contes de Canterbury de Pier Paolo Pasolini, ce conte fait l'objet de la septième histoire : « Les trois amis et la mort ».
La nouvelle « Le Portefeuille » (en russe : Boumajnik) d'Anton Tchekhov est une réécriture russe de ce conte.